# توزيع (رياضيات)
الإشارات التجريبية هي إشارات تبث في مداخل نظام نريد التعرف عليه من خلال ردة فعله على هذه الإشارات. من أهم دالات التجريب أو إشارات التجريب دالة ديراك أو إشارة ديراك ودالة هيفيسايد أو إشارة هافيسايد حيث أنه نظريا في حالة استعمال إشارة ديراك فإن مخرج النظام يكون دالة التحويل ذاتها إلا أنه في الواقع الفيزيائي لا يمكن استعمال دالات ديراك بما أنها عبارة عن قمة أو سهم لا متناهي في العلو لذلك يتم اللجوء إلى دالة هيفيسايد أو إشارات مثلثية (أي sin و cos) التي تمكن هي الأخرى من معرفة دالة تحويل نظام مباشرة إذا كان خطي.

## أنظر أيضا ً
- نظام خطي
- دالة معممة